# Mongeta del Carme vermella
La varietat mongeta del Carme vermella també coneguda com a mongeta del Carme de nom científic Phaseolus vulgaris L., és una varietat de mata alta amb flors blanc-rosàcies. Es caracteritza pel color violeta intens de la tavella en el moment de la maduresa per consum en tendra. Les granes són de color beix i de forma circular a el·líptica amb un pes aproximat de 40 grams/100 llavors. Es considera que aquesta varietat s'ha vist desplaçada per varietats comercials amb tavelles d'aspecte similar tipus com ara la Buenos Aires roja o tintada. Es conrea a les comarques del Vallès Oriental, d'Osona i la Garrotxa. Està inclosa en el Catàleg de les varietats locals d'interès agrari de Catalunya amb el número d'inscripció CAT006CVL

## Característiques agronòmiques
La collita de les tavelles tendres es realitza a partir del 15 d'agost. L'aprofitament per gra es realitza a partir del 27 de setembre.